# 18 (アルバム)
『18』（エイティーン）は、吉井和哉の初のベスト・アルバム。2013年1月23日にEMIミュージック・ジャパンから発売された。

## 解説
YOSHII LOVINSON時代を含め、吉井和哉のソロにとって、初めてのベスト・アルバム。初回限定盤には「Disc-3」も収録されている。新曲のレコーディングはアメリカで行われた。
選曲は全て吉井が担当しており、「新曲の『血潮』『HEARTS』と、新録音の『点描のしくみ』『煩悩コントロール』、カバー曲の『朝日楼(朝日のあたる家)』を収めたミニアルバムに、ベストアルバムがくっついてるような発想で考えていった」と語っている。DISC1の後半からDISC2の前半は新曲となっており、吉井は「これは並べて聴いてもらったときに、YOSHII LOVINSONとちょっと前までの吉井和哉が、最新の吉井和哉を挟んでるっていうイメージでこの選曲にしたんです」と語っている。
アルバムタイトル『18』は「吉井和哉の十八番（おはこ）」という意味と「和哉（カズヤ）」からきている。

## 収録曲

### DISC1
1. TALI
2. CALL ME
3. FINAL COUNT DOWN
4. WANTED AND SHEEP
5. トブヨウニ
6. HATE
7. 20 GO
8. BEAUTIFUL
9. MY FOOLISH HEART
10. BELIEVE
11. 朝日楼（朝日のあたる家）
新録カバー曲。浅川マキの訳詞によるアメリカ民謡「朝日のあたる家」のカバー。
12. HEARTS
新曲。「.HEARTS TOUR 2012」で初披露し、2012年11月18日に先行配信された。

### DISC2
1. 点描のしくみ (Album Version)
新録。ドラムをジョシュ・フリーズが、ベースをクリス・チェイニーがそれぞれ録り直している。
2. 煩悩コントロール (Album Version)
新録。ドラムをジョシュ・フリーズが、ベースをクリス・チェイニーがそれぞれ録り直している。
「Flowers & Powerlight Tour 2011〜born-again〜」にて初披露された。
3. 血潮
新曲。会員限定ライブ「YOSHII BEANS」で初披露し、1月9日に先行配信された。フラメンコ・ギタリストの沖仁がレコーディングに参加している。
4. 母いすゞ
5. ノーパン
6. ビルマニア
7. ONE DAY
8. バッカ
9. WINNER
特に表記はないが、アルバム・バージョンが収録されている。
10. Shine and Eternity
11. LOVE & PEACE
12. FLOWER

### DISC3（初回限定盤）
1. シュレッダー (Live Version)
2. WEEKENDER (Live Version)
3. 黄金バッド (Live Version)
この3曲は「Dragon head Miracle tour 2008」のテイク。
4. 欲望 (Live Version)
「TOUR 2009 宇宙一周旅行」の追加公演Zepp Sendaiのテイク。
5. SIDE BY SIDE (Live Version)
「GENIUS INDIAN TOUR 2007」のテイク。
6. BLACK COCK'S HORSE (Live Version)
「LIVE LIVE LIVE」のDISC3に収録されているものと同じである。
7. VS (Live Version)
「Flowers & Powerlight Tour 2011」のテイク
8. 恋の花 (LiveVersion)
「TOUR 2009 宇宙一周旅行」のテイク。
9. Don't Look Back in Anger (Live Version)
吉井自身の訳詞によるオアシスのカバー。「YOSHII BUDOKAN 2007」のテイク。
10. スティルアライヴ (Live Version)
「TOUR 2009 宇宙一周旅行」Zepp Sendai公演でのテイク。「TALI」のカップリング曲であり、原曲はギターでの弾き語りである。
YOSHII LOVINSON時代を含め、ライブではバンド編成によるアレンジで演奏されている。
11. マサユメ
ダチョウ倶楽部と結成した「masa-yume」名義でリリースされた楽曲。
12. 甲羅
未発表曲。トブヨウニ収録の「BLOWN UP CHILDREN」の、歌詞・メロディーが違う原曲の一つ。
13. ギターを買いに
未発表曲。元々は「WEEKENDER」のシングル盤にカップリング収録される予定だったが、「WEEKENDER」の配信リリース化に伴い音源化はされていなかった。
ライブでは何度か披露されており、ファンクラブ散会時に会員限定で配布されたCDには収録されていたものの、商品化されるのは初。

### 初回限定盤DVD
1. 「点描のしくみ Queen of Hearts」予告編
内田けんじ監督、吉井和哉主演の「予告編の形をとった超短編」映画。
YouTube、公式サイトで期間限定で公開されたほか、「LOST -誰が彼を殺したか-」と共に「YOSHII CINEMAS」のプログラムの一つとしても上映された。
2. MAKING OF「点描のしくみ Queen of Hearts」
3. 「LOST -誰が彼を殺したか-」
2013年公開の映画「YOSHII CINEMAS」のプログラムの一つ。
監督は山本透。過去の映像に未公開映像も交え再編集し、俳優の品川徹、大野拓朗出演による撮り下ろし映像での演出を加えて仕上げた吉井和哉のソロキャリアの軌跡を辿る事ができる作品。